# Дарлингтон (Индијана)
Дарлингтон (енгл. Darlington) град је у америчкој савезној држави Индијана.

## Демографија
По попису из 2010. године број становника је 843, што је 11 (-1,3%) становника мање него 2000. године.
| Група             | 2000.       | 2010.       |
| Белци             | 843 (98,7%) | 832 (98,7%) |
| Афроамериканци    | 0 (0,0%)    | 1 (0,1%)    |
| Азијати           | 1 (0,1%)    | 1 (0,1%)    |
| Хиспаноамериканци | 4 (0,5%)    | 2 (0,2%)    |
| Укупно            | 854         | 843         |